# لیگ فوتبال استان لرستان
لیگ استان لرستان بالاترین سطح فوتبال در استان لرستان می‌باشد که در پنجمین سطح از فوتبال ایران و بعد از لیگ دسته سوم فوتبال ایران قرار دارد. قهرمان این جام به مسابقات کشوری لیگ دسته سوم فوتبال ایران راه می‌یابد و جواز حضور در جام حذفی را کسب می‌کند.
این مسابقات بخشی از برنامه ویژه آسیا است.

## نحوه برگزاری
مسابقات در یک مرحله و بین ۸ تیم برگزار می‌شود. قهرمان لیگ به لیگ دسته سوم فوتبال ایران صعود می‌کنداین مسابقات هر سال توسط هیئت فوتبال استان لرستان برگزار می‌شود.

## فصل ۱۴۰۰–۱۴۰۱

### تیم‌های حاضر
- ستارگان ۹۲ الیگودرز
- شهرداری بروجرد
- خرم کشت افلاک خرم‌آباد
- کیو گشت خرم‌آباد
- وحدت بالاگریوه
- پرسپولیس دلفان
- رهاورد خرم‌آباد
- بهمن بیرانشهر
- دهیاران الشتر